# Hans Löffler (Künstler)
Hans Löffler (* 20. Januar 1946 in Berlin-Spandau) ist ein deutscher Schriftsteller, Grafiker, Landschaftsarchitekt und Lyriker.

## Leben
Löffler machte von 1963 bis 1965 in der DDR zuerst eine Gärtnerlehre in der Gärtnerei des Staudenzüchters und Schriftstellers Karl Foerster in Bornim. Danach arbeitete er in einer Baumschule in Ketzin und im Grünanlagenbau in Brandenburg. Es folgte von 1967 bis 1971 ein Studium der Garten- und Landschaftsgestaltung an der Ingenieur-Schule für Gartenbau in Erfurt. Nach einem Gartenarchitekturstudium arbeitete Löffler drei Jahre in Berlin als Gartenarchitekt.
Von 1974 bis 1979 studierte Hans Löffler schließlich an der Kunsthochschule Berlin-Weißensee Graphik und Design und absolvierte dort bis 1982 auch eine Aspirantur bei Werner Klemke. In den Jahren von 1982 bis 1985 war er bei dem Bildhauer Wieland Förster Meisterschüler an der Akademie der Künste.
Seit 1986 ist Hans Löffler in Berlin als freiberuflicher Autor tätig. Auf Empfehlung von Günter Kunert konnte er im Aufbau-Verlag veröffentlichen.

## Werk
Erste Gedichte entstanden in den 1970er Jahren und auf die Fürsprache seines Mentors Günter Kunert hin, der ihn inspirierte und förderte, wurde 1979 im Berliner Aufbau-Verlag ein erster Band mit Gedichten und Geschichten von ihm veröffentlicht. Danach folgten in unregelmäßigen Abständen Novellen, Erzählungen, Kurzgeschichten, Berichte und Romane. 1994 arbeitete er als Drehbuchautor.
Seine Erzählung Die Stille unter dem Meer wurde 1995 auch ins Französische übersetzt:
Le silence des grands fonds Löffler, Hans. - [Paris] : Nadeau, 1995
Die Zeit schrieb 2001: „Hans Löffler ist kein junges Talent mehr. Seit 1979 hat er sechs schmale Bücher veröffentlicht, vier in der DDR beim Aufbau-Verlag, zwei bei Hanser dann, 1993 und 1996, einen Erzählband und eine Gedichtsammlung. Nun der erste umfangreichere Roman.“
Für Letzte Stunde des Nachmittags erhielt Löffler beachtliche Aufmerksamkeit und viele positive Kritiken.

## Rezeption
„Es ist die Ökonomie der Mittel, durch die der Text besticht. Der lyrisch-expressive Ton ist durch die harte Schule des Gedichts gegangen: subversive Bildkraft, sparsame Rhetorik und präzises Timing. Im Zentrum einer Sprache, die diesen Ton sicher zu halten weiß, treibt eine lautlose Dramaturgie die Handlung unweigerlich voran. Selten hat ein Text der deutschen Gegenwartsliteratur den Abgrund der Stille vernehmbarer gemacht.“ Stephan Krass, Neue Zürcher Zeitung, 15. März 2001
- Stephan Krass: Die Einzige und ihr Eigentum

Hans Löfflers Roman „Letzte Stunde des Nachmittags“
Neue Zürcher Zeitung, 62, Feuilleton, Donnerstag, 15. März 2001, S. 33
„Hans Löfflers 'Roman' überschriebenes neues Buch 'Letzte Stunde des Nachmittags' hat die Raffinesse eines Psychodramas, die Spannung eines Thrillers und die Mehrdeutigkeit eines Gedichts. Er ist mit seinen zwölf Kapiteln ein durchkomponiertes Gewebe aus Raum und Zeit. Was im Zeitlupentempo mit minutiösen Beschreibungen von winzigen Gesten, Szenen und Bewegungsabläufen beginnt, wird fast unmerklich in einen Strudel gerissen, dreht sich schließlich um sich selbst in rasender Geschwindigkeit.“ Dorothea von Törne, Die Welt, 17. März 2001
- Dorothea von Törne: Ich melde mich wieder

Hans Löfflers erklärt in Letzte Stunde des Nachmittags die Überlegenheit des Hundes
Die Welt (Die literarische Welt), 11, Die literarische Welt, Samstag, 17. März 2001, S. 4
„Löffler agiert wie ein Stimmungsmaler, wirft Farben und Licht in Situationen, spiegelt Gemütszustände in Erscheinungen der Natur.“ Thomas Kraft, Frankfurter Rundschau, 21. März 2001

## Werke
- Die Lerche und der stille Ozean der Lerchen Gedichte 1976–2008, Berlin BasisDruck Verlag, 2009 in der Reihe/Zyklus Pamphlete Nr. 19, 115 Seiten, ISBN 978-3-86163-103-3[3]
- In der Fremde Kurze Prosa, Berlin BasisDruck Verlag, 2009, 186 Seiten, ISBN 3-86163-104-0.
- Letzte Stunde des Nachmittags Roman, München Carl Hanser Verlag, 2001, 253 Seiten, ISBN 3-446-19984-5[4]
- Nach dem Krieg Gedichte, Edition Akzente, München Carl Hanser Verlag, 1996, 88 Seiten, ISBN 3-446-18539-9.
- Die Stille unter dem Meer Erzählung, München Carl Hanser Verlag, 1993, 121 Seiten, ISBN 3-446-17403-6.
- Der Philosoph Erzählung, Berlin Aufbau Verlag, 1991, 139 Seiten, ISBN 3-351-01867-3.
- Briefe über ein Modell Erzählungen, Berlin Aufbau-Verlag, 1987, 130 Seiten, ISBN 3-351-00345-5.
- Die scheinbaren Verwandlungen eines Bürgers Roman, Berlin Aufbau-Verlag 1984, 139 Seiten, ISBN 3-351-01268-3.
- Wege: Gedichte und Geschichten, Edition neue Texte, Berlin Aufbau-Verlag, 1979. 134 Seiten